# Appeville-Annebault
 Appeville-Annebault  es una población y comuna francesa, en la región de Alta Normandía, departamento de Eure, en el distrito de Bernay y cantón de Montfort-sur-Risle.

## Demografía
| 556 | 643 | 617 | 723 | 779 | 779 |
| Para los censos de 1962 a 1999 la población legal corresponde a la población sin duplicidades (Fuente: INSEE [Consultar]) |     |     |     |     |     |